# Heinrich Bünting

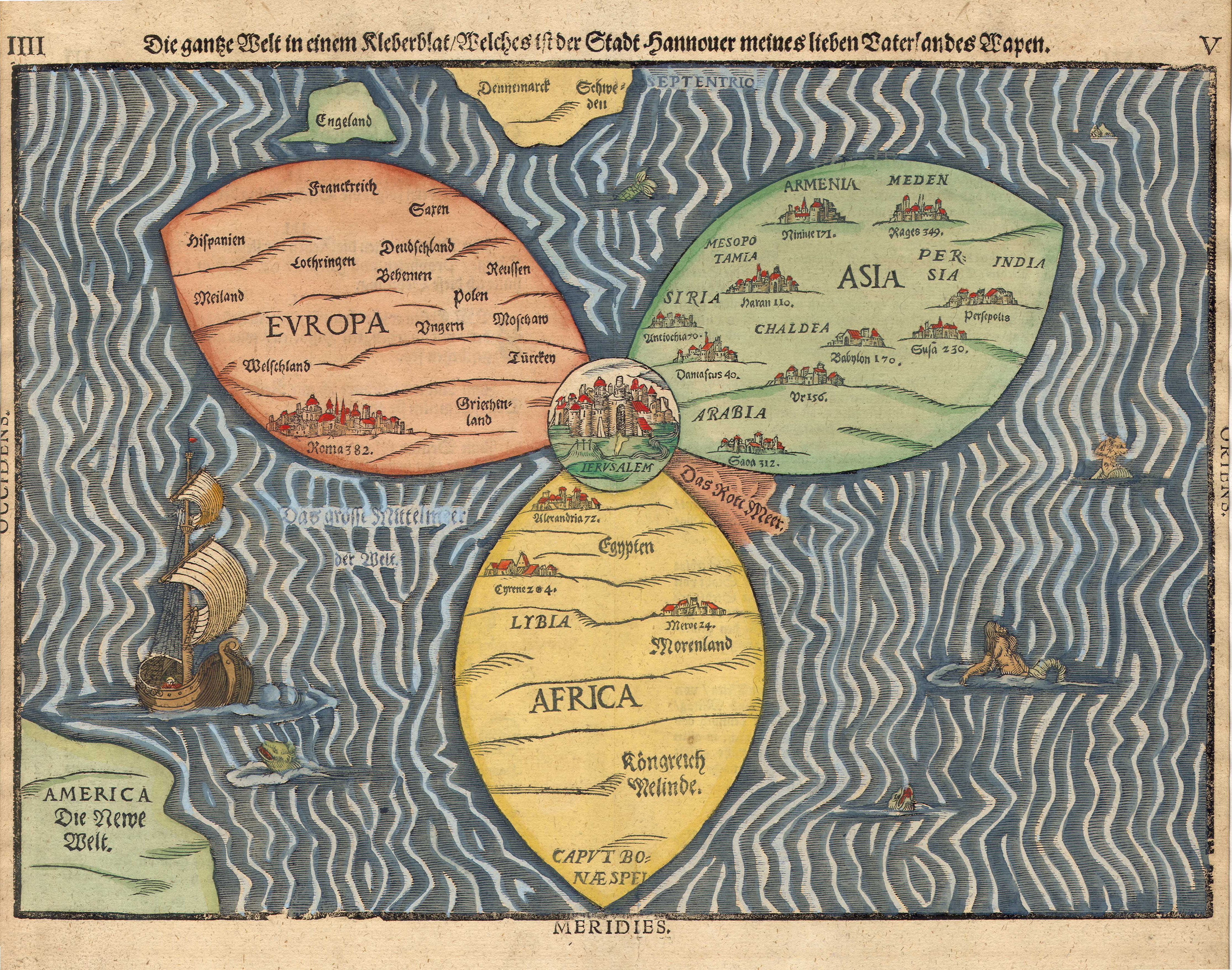
El mapa mundial de Bünting. Hecho para parecerse a una hoja de trébol. Parte del escudo de armas de su ciudad natal, Hannover.

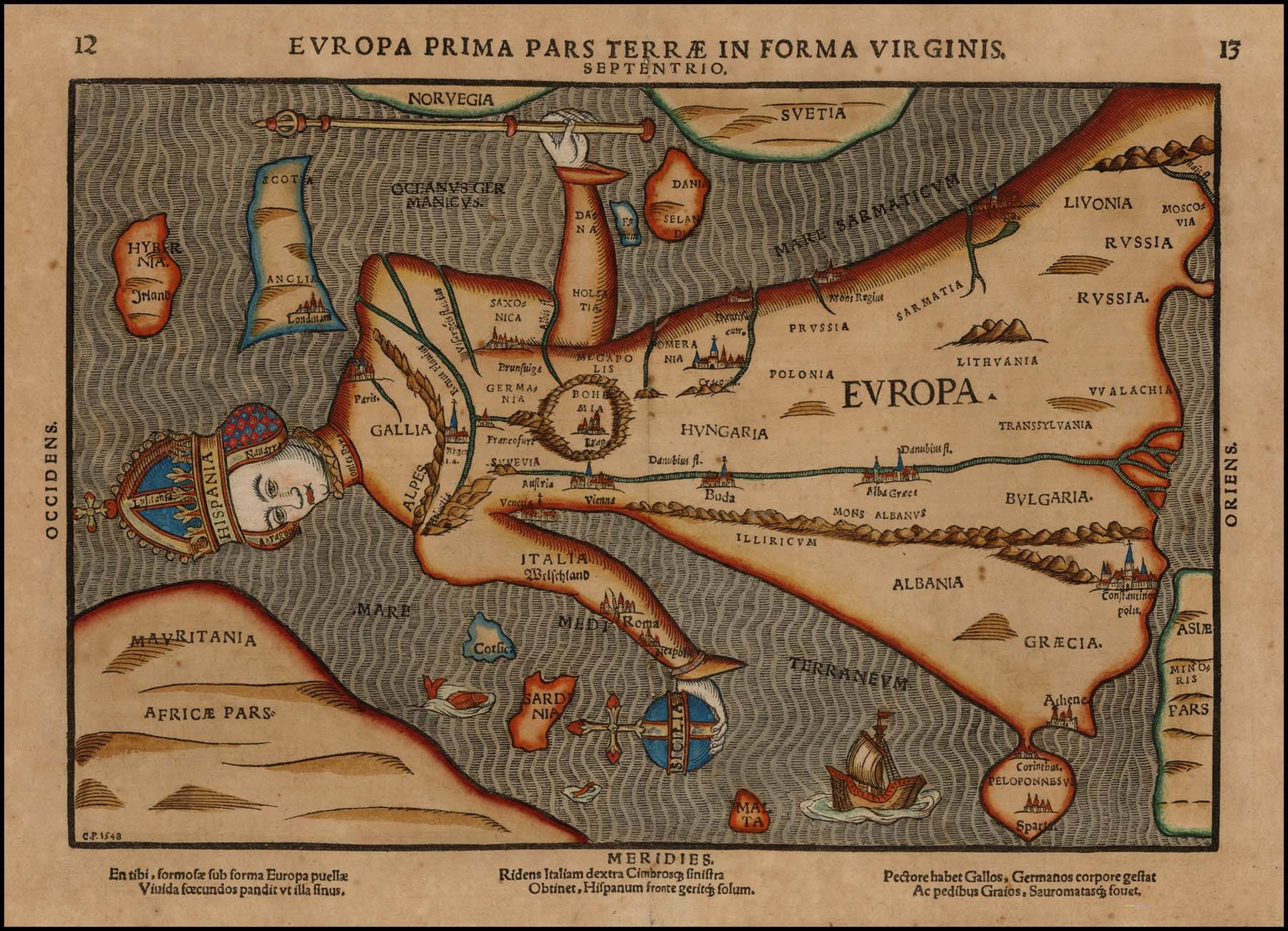
El mapa de Europa de Bünting.

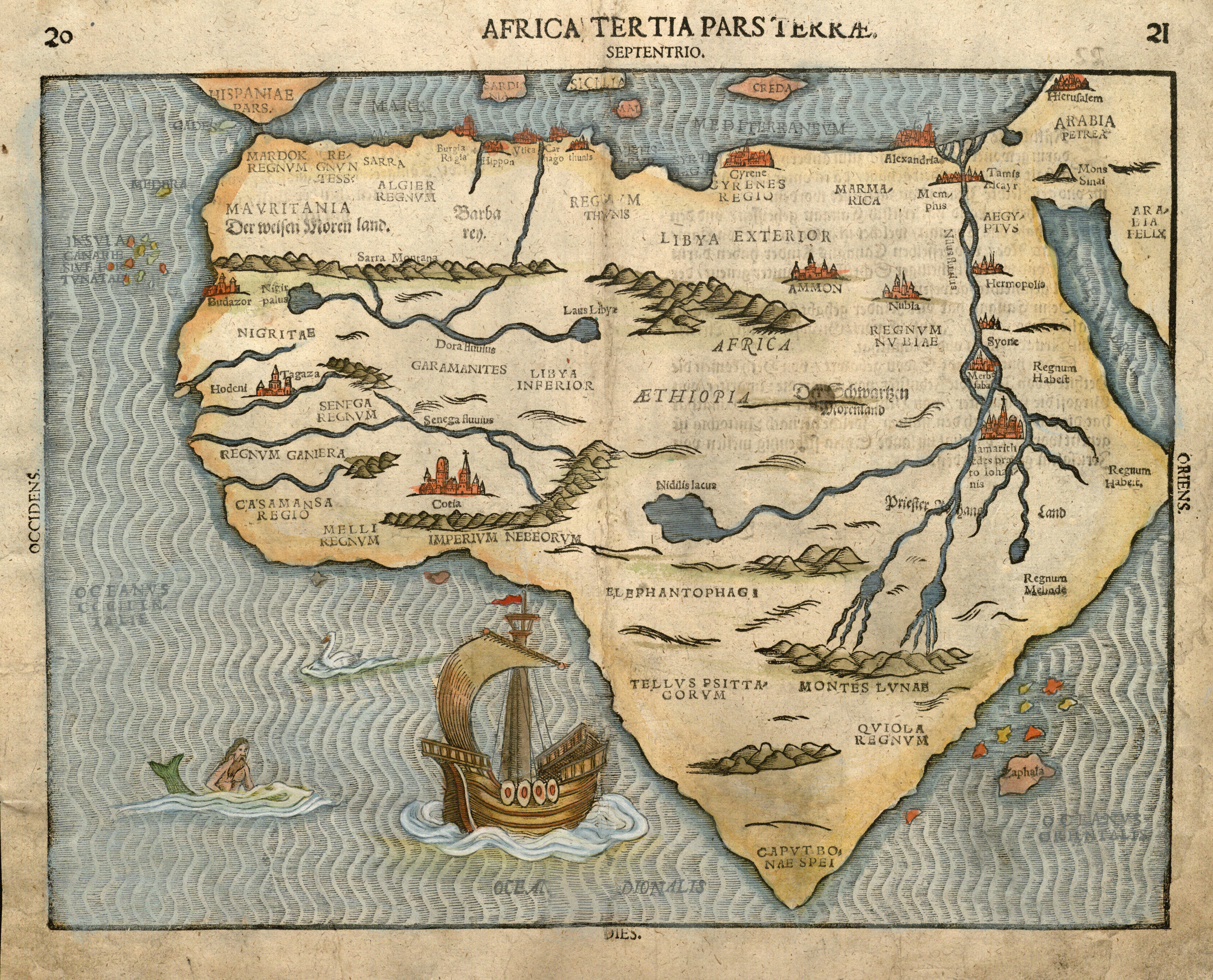
Mapa de África de Bünting.

Heinrich Bünting (Hannover, Alemania, 1545 – 30 de diciembre de 1606) fue un pastor y teólogo protestante alemán. Es mejor conocido por su libro de mapas grabados en madera titulado Itinerarium Sacrae Scripturae (Libro de viaje a través de la Sagrada Escritura) publicado por primera vez en 1581.

## Vida
Bünting nació en Hannover, Alemania, en 1545. Estudió teología en la Universidad de Wittenberg y se graduó en 1569 y se convirtió en pastor protestante en Lemgo. Fue despedido en 1575 y trasladado a Gronau an der Leine. En 1591 fue nombrado superintendente en Goslar. Cuando surgió una disputa sobre sus enseñanzas en 1600, fue despedido y retirado del ministerio. Pasó el resto de su vida como ciudadano privado en Hannover.
Bünting murió el 30 de diciembre de 1606.

## Itinerarium Sacrae Scripturae
Su colección de mapas grabados en madera, Itinerarium Sacrae Scripturae, publicado por primera vez en Magdeburgo en 1581, fue un libro muy popular en su época. Fue reimpreso y traducido varias veces. El libro proporcionó el resumen más completo de geografía bíblica disponible y describió Tierra Santa siguiendo los viajes de varias personas notables del Antiguo y Nuevo Testamento. Además de los mapas convencionales, el libro también contenía tres mapas figurativos; el mundo representado usando un diseño de hoja de trébol que posiblemente represente la Santísima Trinidad con Jerusalén en el centro, Europa en la forma de una mujer coronada y vestida, y Asia como el caballo alado Pegaso.